# Discafobia
El término discafobia hace referencia a la aversión (fobia, del griego antiguo Φόϐος, fobos, ‘pánico’) obsesiva contra personas con discapacidad o en situación de dependencia, lo que conduce a adoptar o consentir conductas de rechazo, discriminación e invisibilización de las personas con otras capacidades o en situación de dependencia. El adjetivo es «discafóbico».[cita requerida]
En muchos países están en vigor leyes contra la discriminación por discapacidad. Por ejemplo, en la legislación española, el Código Penal, en su Artículo 510, fija penas de prisión de uno a tres años, así como multa de seis a doce meses, para quienes «provocaren a la discriminación, al odio o la violencia» contra diversos grupos especialmente protegidos, entre ellos el de las personas con algún tipo de «patología o discapacidad». Igualmente, cabe aplicar la misma pena para quienes, «con conocimiento de su falsedad o temerario desprecio hacia la verdad, difundieren informaciones injuriosas» sobre estas personas.
La palabra discafobia no es un término médico de uso en psicología clínica. Sin embargo, se utiliza en contextos político y sociológico, con la finalidad de otorgar un nombre genérico a las hostilidades que se dirigen contra personas con otras capacidades o en situación de dependencia. El objetivo de la aparición y uso del término se basa en la necesidad de defender la dignidad y los derechos de colectivos protegidos por la Ley, por ser especialmente vulnerables, y no guarda relación alguna, ni justifica, la eugenesia.